# ラジオ大福
『ラジオ大福』（ラジオだいふく）は、2016年3月28日から四国放送ラジオ（JRT）で放送されている生放送のワイド番組。

## 放送時間
- 放送開始 - 　月曜 - 金曜 8:30 - 11:40

## 番組概要

### 『ラジオ大福』放送開始の主な経緯
長年続いた前身番組『えんやこらワイド』の終了に伴う後番組としてスタート。
2016年4月にはTBSラジオ爆笑問題の日曜サンデー 全日本ラジオ新番組選手権にエントリーされ第3位入賞となる。

## パーソナリティ
現在のパーソナリティ
- 物部純子（四国放送アナウンサー、水曜、2023年4月5日 - ）
- 小玉晋平（四国放送アナウンサー、月曜・火曜 、2016年4月1日 - 2021年3月26日、2023年4月6日 - ）[3]
- 石井隆智（四国放送アナウンサー、木曜、2024年4月3日-）
- 宗我部英久（四国放送アナウンサー、金曜、2024年10月4日- ）

過去のパーソナリティ
- 保岡栄二（元四国放送アナウンサー、月曜・火曜[4]、2016年3月28日 - 2022年12月26日）
- 森本真司（四国放送アナウンサー、金曜→水曜・木曜→月曜・火曜、2021年4月2日-2025年3月25日）
- 遠藤貴巳（元四国放送アナウンサー、2022年4月1日-2024年9月27日）

## アシスタント
現在のアシスタント
- ずばり!タコ介（月曜、2018年1月1日 - ）
- 宮本幸子（火曜、2025年4月1日-）
- 森本博通（水曜、2025年4月2日-）
- 大塚博美（木曜・金曜[5]、2019年4月4日 - ）
- 木戸弥生（金曜、2016年4月1日-）
- 桂和歌ぽん （毎月最終金曜日、2016年6月24日 - ）

過去のアシスタント
- 福富弥生（2016年3月31日 - ）
- 豊成春子（四国放送アナウンサー）
- 緒方ゆい（四国放送アナウンサー）
- 皆谷尚美（シンガーソングライター）
- 川原葉月

## 過去の出演者
- キャンパスボーイ（2016年3月28日 - 2017年12月25日）
- 西浦直之 キャンパスボーイ（2017年4月19日 - 2019年3月27日）